# Gunsmoke
Gunsmoke és una sèrie dramàtica del gènere western primer de ràdio i després de televisió nord-americana que va ser emesa entre 1955 i 1975 per la CBS. Va ser creada pel director Norman Macdonnell i l'escriptor John Meston. Va ser considerada la sèrie més llarga de tots els temps, fins que el 29 d'abril de 2018, quan va ser superada per Els Simpson.
Està ambientada als voltants de Dodge City, Kansas, a la dècada de 1870, durant l'assentament de l'oest americà. El personatge central és l'advocat mariscal Matt Dillon, interpretat per William Conrad a la ràdio i James Arness a la televisió. Quan es va emetre al Regne Unit, la sèrie de televisió es va titular inicialment Gun Law.
Inicialment concebut com un programa de ràdio que es va emetre entre 1952 i 1961, el material es va convertir més tard en una sèrie de televisió. John Dunning va escriure que entre els entusiastes del drama radiofònic, "Gunsmoke se situa habitualment entre els millors programes de qualsevol mena i en qualsevol moment". En lloc del locutor de ràdio William Conrad, que es considerava massa corpulent, l'actor James Arness va ser escollit per a la versió televisiva com Matt Dillon, a proposta del seu amic John Wayne.

## Sèrie de ràdio
La idea de la sèrie va sorgir a finals de la dècada de 1940 del president de la CBS William Paley, conegut com un gran partidari de la sèrie de ràdio The Adventures of Philip Marlowe. Va demanar al seu director de programa, Hubbell Robinson, que creés una sèrie similar amb un estil diferent, però ambientada a l'era del salvatge oest.
Harry Ackerman, vicepresident de CBS per a la costa oest, creador de la sèrie sobre Flip Marlowe, va assumir la tasca. El 1949 es van mostrar dues versions d'aquest drama radiofònic: "Mark Dillon Goes to Gouge Eye" amb Rye Bilsbury al paper principal, i una versió molt més "suau" i alegre amb Howard Culver. Ackerman va aprovar aquest últim, però aviat va resultar que Culver estava sota contracte per a la sèrie de ràdio Straight Arrow, i el projecte es va quedar en un calaix durant tres anys. Aleshores, els escriptors de CBS Norman McDonnell i John Meston van trobar una versió més dura i van decidir fer la seva pròpia sèrie de ràdio basada en ella.
McDonnell i Meston pretenien fer un western "per a adults", en el sentit que la sèrie tractaria temes seriosos i de vegades incòmodes, a diferència de títols adreçats a un públic juvenil com The Lone Ranger i The Cisco Kid. La seva sèrie es va ambientar a Dodge City a la dècada de 1870, quan el lloc estava ple de vaquers i ramaders.
El personatge principal va ser el xèrif Matt Dillon, interpretat per William Conrad. Els personatges habituals eren el morbós metge de la ciutat "Doc" Charles Adams (Howard McNear); El company de Dillon, Chester Proudfoot (Parley Burr) i la prostituta local Kitty Russell (Georgia Ellis).
La sèrie va començar a emetre's el 26 d'abril de 1952 i va acabar el 18 de juny de 1961. Durant la seva carrera, va guanyar nombrosos elogis per una sèrie d'efectes de so innovadors, diàlegs excel·lents i, per a la seva època, una representació inusualment realista de la vida al salvatge oest. Molts dels episodis tractaven sobre els cabells, el linxament i l'addicció a l'opi i els narcòtics. El personatge principal era bastant diferent dels arquetips de l'oest, és a dir, era retratat com un home ferit psicològicament. Molts dels episodis no van acabar amb el final feliç estàndard de llavors.

## Sèrie de televisió
La sèrie de televisió es va presentar originalment el 10 de setembre de 1955 i es va mostrar fins l'1 de setembre de 1975 en 635 episodis a la CBS. Fins al dia d'avui, és la sèrie de televisió de més llarga durada de la televisió nord-americana. Es van rodar 635 episodis entre el 10 de setembre del 1955 i el 31 de març del 1975, en color a partir de 1966. Això fa que Gunsmoke sigui la sèrie de l'oest més llarga de tots els temps. Després de la conclusió de la sèrie, es van fer cinc llargmetratges per a televisió entre 1987 i 1994.
Els productors de televisió van decidir des del principi que William Conrad no faria el paper principal, ja que tenia massa sobrepès. El protagonista és Matt Dillon, cap al 1873 Mariscal de Dodge City a Kansas, un paper interpretat per James Arness durant les 20 temporades. Des de mitjan dècada de 1960, l'actor i cantant country Ken Curtis es va unir com a company en el paper del mariscal adjunt Festus Haggen. Gerd Duwner li va prestar la seva veu en la versió doblada en alemany. De 1962 a 1965, Burt Reynolds va interpretar el jove ferrer Quint Asper. Milburn Stone va romandre en el paper de Doc Adams fins al final. Amanda Blake va fer el paper de Kitty Russell fins a la penúltima temporada.
Un gran nombre de personatges permanents i ocasionals van canviar durant el transcurs de la sèrie, i algunes de les futures estrelles de Hollywood hi van tenir els seus primers papers notables. Un exemple és Burt Reynolds com el ferrer Quint Asper (1962-1965).
Al final de la seva carrera el 1975, el columnista de Los Angeles Times Cecil Smith va escriure: "Gunsmoke va ser la dramatització de la llegenda èpica nord-americana de l'oest. La nostra pròpia Ilíada i Odissea, creada a partir d'elements estàndard de la novel·la de centaus i el western pulp tal com van romantitzar [Ned] Buntline, [Bret] Harte i [Mark] Twain. Sempre va ser cosa de llegenda."

## Repartiment
| Actor          | Paper                 | Veu |
| -------------- | --------------------- | --- |
| James Arness   | Mariscal Matt Dillon  | Arnold Marquis (Das Erste) Horst Schön (ZDF) Peter Neusser (Sat.1, Kabel 1)                              |
| Milburn Stone  | Galen Adams           | Konrad Wagner (Das Erste) Anton Herbert (ZDF) Eric Vaessen (Sat.1, Kabel 1)                              |
| Amanda Blake   | Kitty Russell         | Ilse Rehbein (Das Erste) Gisela Trowe (Das Erste) Ursula Herwig (ZDF) Inken Sommer (ZDF, Sat.1, Kabel 1) |
| Dennis Weaver  | Diputat Chester Goode | |
| Ken Curtis     | Diputat Festus Haggen | Gerd Duwner                                                                                              |
| Buck Taylor    | Diputat O'Brian       | Charles Brauer                                                                                           |
| Burt Reynolds  | Ferrer Asper          | |
| Glenn Strange  | Cambrer Sam           | |
| Hank Patterson | Hank Miller           | Helmut Heyne, Jochen Schröder, Hermann Wagner, Paul Wagner                                               |

## Adaptacions
L'any 1956, un any abans que la sèrie fos el programa més popular de la televisió nord-americana, l'editorial Dell Comics va començar a publicar una adaptació en format còmic dins la seva col·lecció Four Color, (incluent els números 679, 720, 769, 797, 844 i, en 1958–1962, els números 6–27).
Gold Key Comics va continuar amb els números 1–6 en 1969–70.
La sèrie també va ser adaptada al Regne Unit com a tira còmica de Harry Bishop publicada a The Daily Express com Gun Law. Aquesta versió ha estat objecte de diverses traduccions al francès sota el títol Sheriff Matt Dillon o Matt le Sheriff. Va aparèixer sota aquest darrer títol a Le Journal de Mickey.

## Llegat

### Rècords de longevitat
La sèrie de televisió va ser la sèrie de televisió d'acció en directe més llarga, en hora de màxima audiència, durant 20 temporades, fins al setembre de 2019 amb l'estrena de la 21a temporada de Law & Order: Special Victims Unit. L'original Law & Order, que es va cancel·lar el 2010 després d'aprofitar el rècord de longevitat de Gunsmoke per a fer una sèrie de televisió d'acció en directe, en hora de màxima audiència, va començar la seva 21a temporada el febrer de 2022. El 2017 va tenir el nombre més alt d'episodis amb guió per a qualsevol sèrie de televisió d'acció en directe, comercial i en hora de màxima audiència dels EUA. El 29 d'abril de 2018, Els Simpson van superar el programa. Alguns programes fets a l'estranger s'han emès als Estats Units i es disputen la posició de sèrie de major durada en horari de màxima audiència. El 2016 Gunsmoke va ser classificat en quart lloc a nivell mundial, després de Doctor Who (1963-actual), Taggart (1983-2010).
James Arness i Milburn Stone van representar els seus personatges de Gunsmoke durant vint anys consecutius, una gesta que més tard va igualar Kelsey Grammer en el personatge de Frasier Crane, però en més de dues comèdies de situació de mitja hora (Cheers i Frasier). Això va ser superat per Mariska Hargitay, que ha interpretat el personatge Olivia Benson a Law & Order: Special Victims Unit durant més de 23 anys consecutius fins ara. George Walsh, el locutor de Gunsmoke, va començar el 1952 a la sèrie de ràdio i va continuar fins que la sèrie de televisió va ser cancel·lada el 1975.
James Arness, Milburn Stone, Ken Curtis, Dennis Weaver i Amanda Blake són membres del National Cowboy & Western Heritage Museum.

### En la cultura popular
El Museu Boot Hill de Dodge City té un homenatge a Gunsmoke, que inclou mobiliari de la dècada de 1960 i una televisió antiga sintonitzada per al programa. S'exposen fotografies signades dels actors de l'espectacle i altres records, com ara una armilla que portava Sam, el cambrer, i un vestit que portava la senyoreta Kitty. El 2015, diversos membres del personal supervivent es van reunir al Wild West Fest de Dodge City, incloent-hi les estrelles Burt Reynolds, Buck Taylor, Jess Walton, Bruce Boxleitner i l'escriptor Jim Byrnes.

### En mitjans de comunicació
Una escena de baralla entre Arness i l'estrella convidada John Anderson de l'episodi de 1958 "Buffalo Man" apareix a la pel·lícula educativa Film Editing: Interpretation and Value, produïda per American Cinema Editors. Les imatges de l'escena s'utilitzen a les classes de muntatge a moltes escoles de cinema dels Estats Units.
La marca Gunsmoke es va utilitzar per avalar nombrosos productes, com el formatge cottage i els cigarrets.
La companyia de joguines Hartland va incloure un 8" (1⁄9th escala) figura de plàstic Matt Dillion i el seu cavall Old Faithful Buck a la seva línia de famosos vaquers i cavalls de televisió durant la dècada de 1950.
Lowell Toy Manufacturing Corporation ("És un joc de Lowell") va emetre Gunsmoke com el joc núm. 822. Altres productes inclouen puzles Gunsmoke,
També s'han fet còmics, llibres i peces musicals relacionades.